# Uebelinia
Uebelinia es un género de plantas con flores con 10 especies de la familia de las cariofiláceas.

## Taxonomía
El género fue descrito por Christian Ferdinand Friedrich Hochstetter y publicado en Flora 24: 664. 1841. La especie tipo es: Uebelinia abyssinica Hochst.

## Especies
- Uebelinia abyssinica Hochst.
- Uebelinia crassifolia T.C.E.Fr.
- Uebelinia erlangeriana T.C.E.Fr.
- Uebelinia hispida Pax
- Uebelinia kigesiensis R.D.Good
- Uebelinia kiwuensis T.C.E.Fr.
- Uebelinia nigerica Turrill
- Uebelinia rotundifolia Oliv.
- Uebelinia scottii Turrill
- Uebelinia spathulifolia Hochst. ex A.Rich.